# Großbrand in der Schweinezuchtanlage Alt Tellin

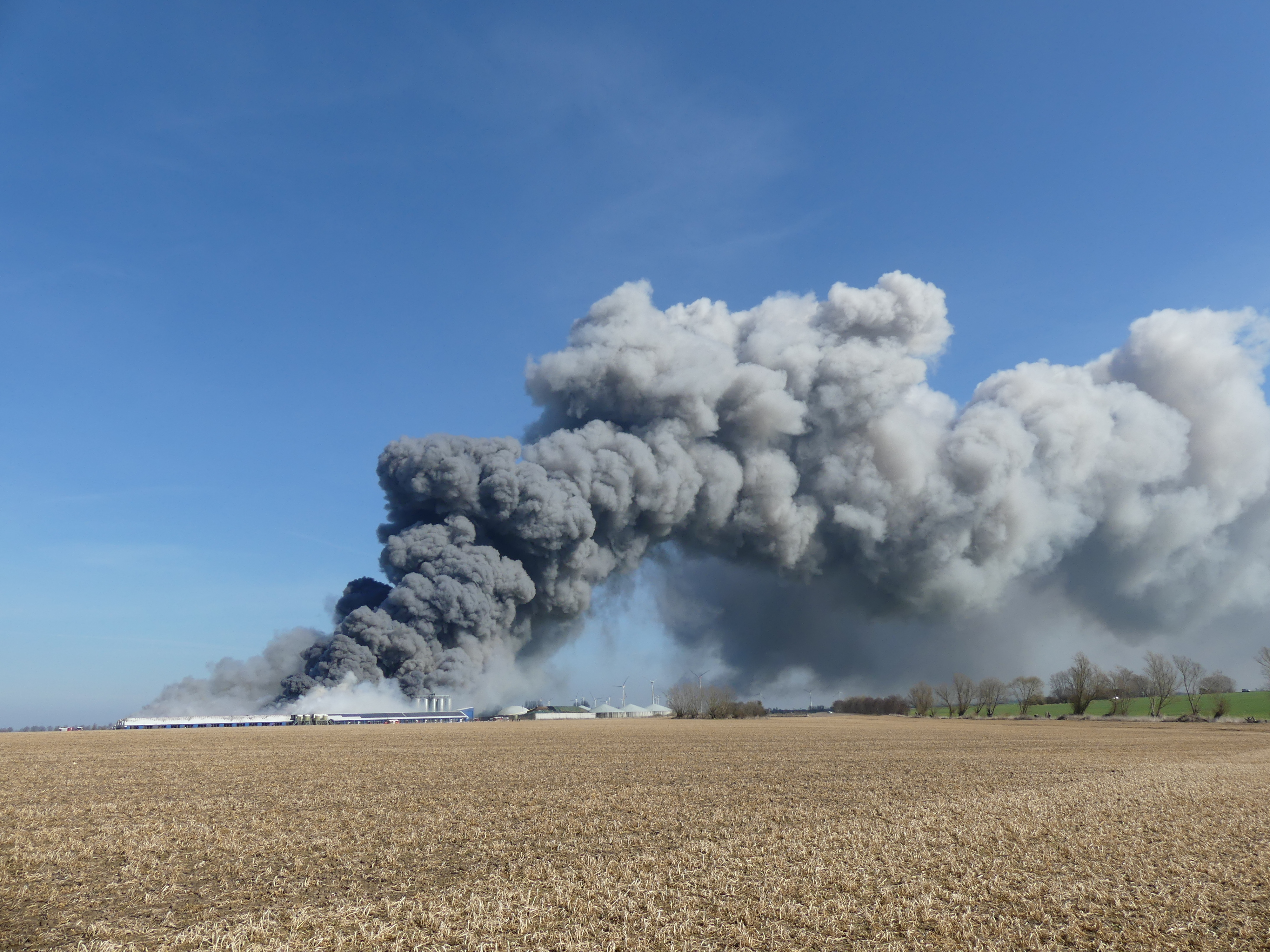
Brand der Schweinezuchtanlage

Beim Großbrand in der Schweinezuchtanlage Alt Tellin in Mecklenburg-Vorpommern am 30. März 2021 fanden ungefähr 50.000 Sauen und Ferkel den Tod. Helfer konnten lediglich 1300 Tiere aus den brennenden Ställen retten. Die Anlage gehörte der LFD Holding.

## Vorgeschichte
Der niederländische Investor Adrianus Straathof begann um das Jahr 2008 mit der Planung einer Sauen- und Ferkelaufzuchtsanlage auf dem Gemeindegebiet von Alt Tellin. Etwa 10.000 Muttersäue sollten jährlich bis zu 250.000 Ferkel werfen. Geplant war, dass bis zu 65.000 Schweine permanent auf einer Fläche von sechs Hektar stehen sollten. Obwohl das Projekt von Anfang an in der Bevölkerung stark umstritten war, gab der Gemeinderat dem Investor seine Zustimmung. Anwohner gründeten die „Bürgerinitiative Leben am Tollensetal“ und versuchen zusammen mit verschiedenen regionalen und überregionalen Organisationen, die Anlage durch Demonstrationen und auf juristischem Wege zu verhindern.

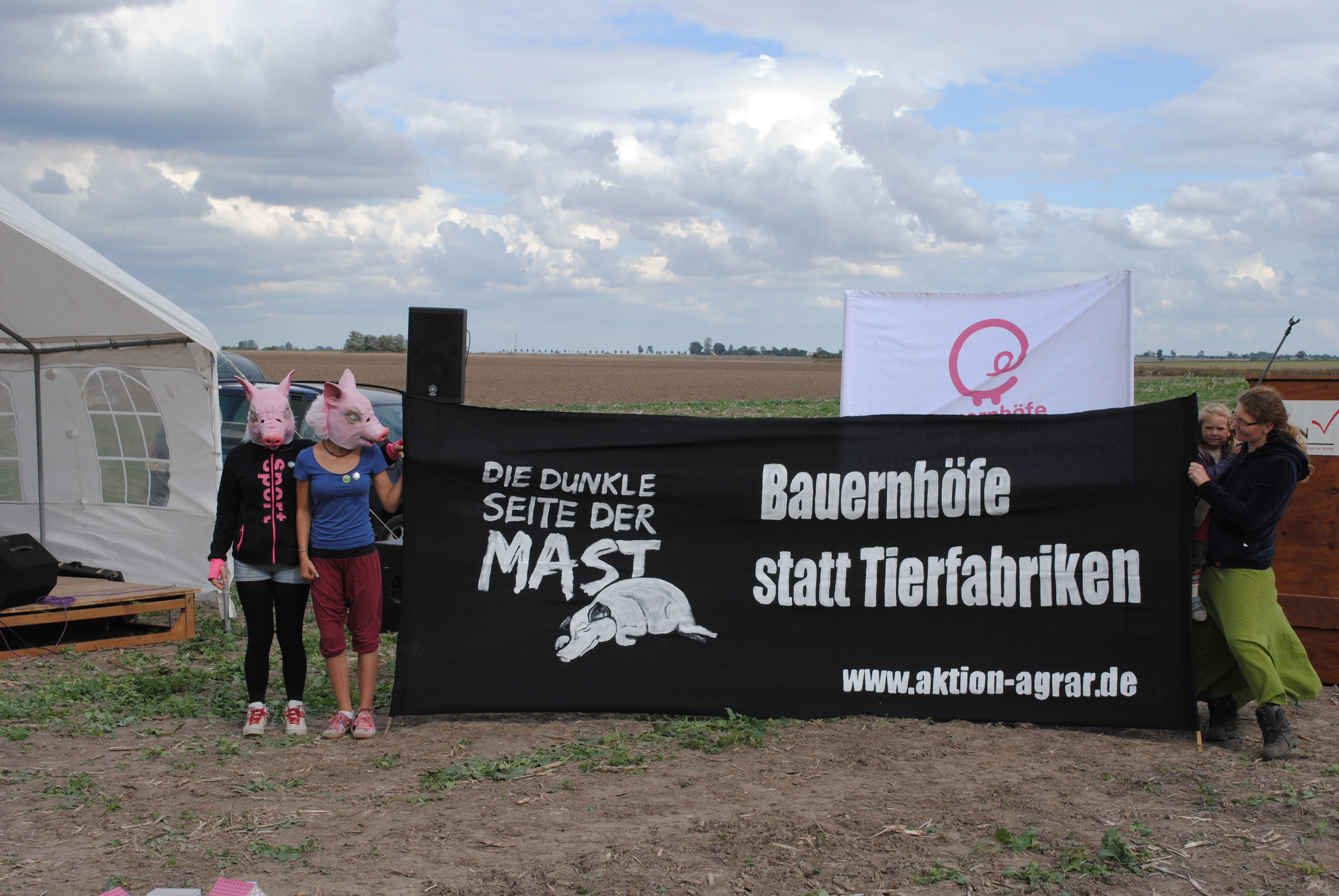
Proteste 2015

Im Herbst 2010 erteilte das Staatliche Amt für Landwirtschaft und Umwelt in Neubrandenburg die Genehmigung zum Bau der Anlage. Gegen die behördliche Genehmigung reichte der Bund für Umwelt und Naturschutz Deutschland (BUND) am Verwaltungsgericht Greifswald Klage ein. Am 15. März 2017 vertagte das Verwaltungsgericht Greifswald die Verhandlung der Klage.
Nachdem gegen Straathof ein deutschlandweites Tierhaltungsverbot ausgesprochen worden war, benannte dieser das Mutterunternehmen in LFD Holding um, wechselte von der Geschäftsführung in den neu gegründeten Beirat und ließ seine Anteile treuhänderisch verwalten. Seit dem Jahr 2016 standen alle deutschen Anlagen der LFD Holding zum Verkauf; im März 2020 wurde die gesamte Unternehmensgruppe von der schweizerischen Terra Grundwerte Aktiengesellschaft übernommen. Im April 2021 war die Anlage in Alt Tellin weiter eine Betriebsstätte der LFD Holding.
Im Sommer 2019 verendeten bei einem Ausfall der Lüftungsanlage mehr als 1000 Ferkel.

## Hergang
Das Feuer in der Anlage brach am frühen Vormittag des 30. März 2021 aus. Obwohl auch Mitarbeiter des Unternehmens vor Ort waren, konnte der Brand nicht gestoppt werden. Flammen, Hitze und Rauch breiteten sich über die Lüftungsschächte und andere Verbindungen sehr schnell aus. Binnen kurzer Zeit brannten sämtliche Stallanlagen aus und wurden dabei komplett zerstört. Die Feuerwehr war zeitnah mit 75 Einsatzkräften am Ort, konnte aber lediglich das Abbrennen einer Biogasanlage verhindern. Der Brand war erst nach zwei Tagen vollständig gelöscht.
Knapp 50.000 Tiere wurden getötet, lediglich etwa 1300 Tiere wurden von den Mitarbeitern gerettet. Beim Brand wurden zwei Beschäftigte des Unternehmens verletzt. Nach Angaben der Staatsanwaltschaft belief sich der Gesamtschaden inklusive eingerechneter Produktionsverluste ersten Schätzungen zufolge auf etwa 40 Millionen Euro. Ein Sprecher der LFD Holding wies diese Schätzung zurück.

## Ermittelung der Brandursache
Die genaue Brandursache ließ sich zunächst nicht klären. Die Kriminalpolizei und Brandgutachter ermittelten in alle Richtungen. Geklärt werden soll insbesondere, ob das Brandschutzkonzept fehlerhaft war.
Ende Januar 2022 teilte die Staatsanwaltschaft Stralsund mit, dass der Sachverständige einen technischen Defekt als Brandursache ausgeschlossen habe. Mögliche Ursachen wären damit nur noch fahrlässige oder vorsätzliche Brandstiftung.

## Aufarbeitung
Nach der Beseitigung der Kadaver wurde am 9. April 2021 mit dem Abriss der Anlage begonnen. Landwirtschafts- und Umweltminister Till Backhaus (SPD) wies derweil in einer Pressemitteilung die Verantwortung für die Genehmigung der Anlage zurück; die oberste immissionsschutzrechtliche Genehmigungsbehörde sei 2010 das Wirtschaftsministerium unter Leitung von Minister Jürgen Seidel (CDU) gewesen.
Nach einem Antrag der Linksfraktion beschäftigte sich der Agrarausschuss und der Schweriner Landtag mit dem Vorgang. Fraktionsübergreifend war man sich nach der Diskussion im Landtag einig, dass „eine reine Tierproduktion, wie sie die Anlage darstellte, von niemandem mehr akzeptiert würde“.
Prinzipiell wäre ein Wiederaufbau möglich gewesen, sofern die Anlage 1:1 ohne Änderungen errichtet worden wäre. BUND-Landesgeschäftsführerin Corinna Cwielag forderte allerdings angesichts von 101 Verstößen gegen Auflagen im Zeitraum von 2011 bis 2014, der Anlage die 2010 erteilte Betriebsgenehmigung zu entziehen. Laut Till Backhaus habe man sich mit den Eigentümern der Anlage schnell darauf verständigt, diese nicht im bisherigen Stil wiederaufzubauen, sondern einen sogenannten „Stall 4.0“ mit bundesweitem Modellcharakter zu planen.